# Antoine Barbier

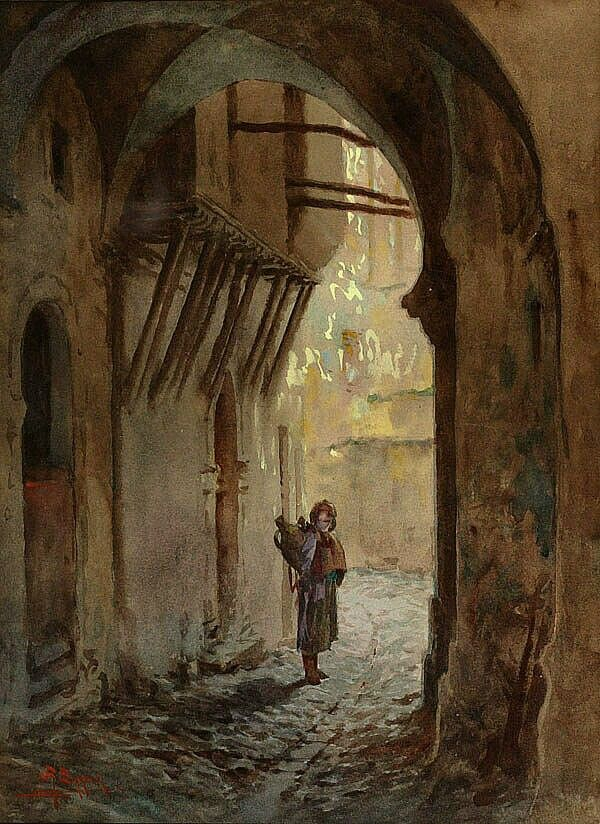
Altstadtgasse in Algier

Antoine Barbier (* 8. Mai 1859 in Saint-Symphorien-de-Lay; † 8. Februar 1948 in Lyon) war ein französischer Aquarellist und Maler des Orientalismus.
Antoine Barbier war eine außergewöhnliche Persönlichkeit. Die Aquarellmalerei war nur eines seiner Betätigungsfelder. Er war in Algerien als Topograph und Professor für Französisch tätig. Er arbeitete in der Türkei, wurde Hofmaler des Zaren von Bulgarien, war Dichter und Schriftsteller. 
Er beschäftigte sich auch mit der Wandmalerei, schuf u. a. die „Flucht nach Ägypten“ in der Kirche Matarieh in Kairo, im Parlament und im Königspalast von Bulgarien, in der Handelskammer von Roanne und im Bahnhof Lyon-Brotteaux. Er führte Kurse für Aquarellmalerei in Frankreich, England, Italien und der Schweiz.
Barbier wurde zum Ehrenmitglied der Société des artistes français ernannt und wurde 1925 mit der Silbermedaille der Société ausgezeichnet.
Nach dem Verlassen von Algerien ließ er sich in Lyon nieder. Er war mit Lucie, Musikerin und Malerin unter dem Pseudonym Tinam, verheiratet.
Seine Werke befinden sich im Museum in Lyon sowie in Bern, Brüssel, Oxford, Algier und Kairo.
Eine Straße in Lyon wurde nach Antoine Barbier benannt.